# Bromelia binotii
Bromelia binotii là một loài thực vật có hoa trong họ Bromeliaceae. Loài này được E.Morren ex Mez mô tả khoa học đầu tiên năm 1891.